# Coppa del Mondo di cricket 2003
La Coppa del Mondo di cricket 2003 fu l'ottava edizione del torneo mondiale di cricket. Fu disputata dal 9 febbraio al 23 marzo 2003 e fu organizzata dal Sudafrica, ma alcune partite si svolsero anche in Kenya e Zimbabwe. Al torneo presero parte per la prima volta nella storia 14 squadre.

## Cronaca del torneo
Nel Gruppo A si poté assistere allo strapotere della grande favorita, la squadra australiana campione del mondo in carica. Gli aussies vinsero tutte le sei partite del girone; in particolare la schiacciante vittoria contro la fortissima India (che chiuderà seconda nel girone) mise in chiaro che gli australiani erano li per vincere. Nel girone chiuse al terzo posto lo Zimbabwe, ottenendo una qualificazione insperata a discapito dell'Inghilterra (fuori al primo turno per mano degli africani, esattamente come quattro anni prima) e soprattutto il Pakistan, finalista della precedente edizione.
Il Gruppo B fu caratterizzato dalla fortunata e fortunosa avventura della cenerentola Kenya che grazie ad una serie di risultati sorprendenti e coincidenze favorevoli arrivò oltre ogni previsione nel torneo. La squadra africana dopo aver perso nettamente il match di debutto contro il fortissimo Sudafrica vinse una partita con il poco quotato Canada. Nell'incontro successivo la compagine keniana era preparata ad una netta sconfitta dovendo affrontare la fortissima Nuova Zelanda, tuttavia il rifiuto dei neozelandesi di giocare per motivi di sicurezza consentì alla squadra africana di essere dichiarata vincitrice. Nelle partite successive il Kenya stupisce il mondo del cricket sconfiggendo la selezione Singalese e quella del Bangladesh (entrambe nazionali che godono del Test status e sulla carta molto più forti degli africani) venendo poi sconfitti dalla selezione delle Indie Occidentali. Il girone sarà vinto dallo Sri Lanka, Kenya secondo e Nuova Zelanda al terzo posto. A sorpresa eliminato il Sudafrica che nonostante abbia vinto contro il Kenya (al contrario delle squadre qualificate) ha perso malamente contro le Indie Occidentali e la Nuova Zelanda ed ha ottenuto un rarissimo pareggio contro lo Sri Lanka nell'ultima partita, condannandosi all'eliminazione.
Nel Super Six gli australiani continuarono a impartire lezioni di gioco agli avversari, sconfiggendo senza esitazione ogni avversario. Anche l'India vinse tre partite su tre ma a fare notizia furono soprattutto I keniani che continuano la loro favola, al debutto persero contro l'India, poi vinsero a sorpresa contro lo Zimbabwe e persero contro gli australiani, nonostante le due sconfitte in tre partite riuscirono comunque a qualificarsi per la semifinale grazie al fatto di avere un grande numero di PCF dovuto alle vittorie del primo turno. Nella semifinale affrontarono nuovamente l'India venendo nettamente sconfitti. Quarta semifinalista la selezione singalese grazie alla vittoria sullo Zimbabwe.
In semifinale l'Australia piegò senza troppi problemi lo Sri Lanka in una partita condizionata dalla pioggia, mentre la favola del Kenya giunse al termine contro la superiorità indiana. Nonostante la sconfitta la squadra africana ottenne applausi dal mondo del cricket e si iniziò a paventare la possibilità di introdurla al Test cricket, tuttavia questa ipotesi non ebbe luogo perché negli anni seguenti il Kenya non si dimostrò più all'altezza delle selezioni maggiori.
La vittoria finale andò per la seconda edizione consecutiva, come prevedibile, alla selezione dell'Australia, che in finale sconfisse nettamente ancora l'India.

## Partecipanti
I 10 full members dell'ICC erano automaticamente qualificati al torneo (tra cui anche il Bangladesh, che aveva recentemente ottenuto questo status). Anche il Kenya fu qualificato direttamente alla fase finale in virtù del suo ODI status permanente. Le rimanenti tre squadre si qualificarono tramite l'ICC Trophy 2001.

### Gruppo A
- Zimbabwe
- Pakistan
- India
- Inghilterra
- Paesi Bassi
- Australia
- Namibia

### Gruppo B
- Nuova Zelanda
- Sudafrica
- Indie Occidentali
- Sri Lanka
- Bangladesh
- Kenya
- Canada

## Città e stadi
| Città                       | Stadio                     | Capacità |
| --------------------------- | -------------------------- | -------- |
| Johannesburg, Sudafrica     | Wanderers Stadium          | 34 000   |
| Durban, Sudafrica           | Sahara Stadium Kingsmead   | 25 000   |
| Città del Capo, Sudafrica   | Newlands Cricket Ground    | 25 000   |
| Centurion, Sudafrica        | Centurion Park             | 23 000   |
| Bloemfontein, Sudafrica     | Goodyear Park              | 20 000   |
| Benoni, Sudafrica           | Willowmoore Park           | 20 000   |
| Port Elizabeth, Sudafrica   | Sahara Oval St George’s    | 19 000   |
| Potchefstroom, Sudafrica    | North West Cricket Stadium | 18 000   |
| East London, Sudafrica      | Buffalo Park               | 16 000   |
| Pietermaritzburg, Sudafrica | Pietermaritzburg Oval      | 12 000   |
| Kimberley, Sudafrica        | De Beers Diamond Oval      | 11 000   |
| Paarl, Sudafrica            | Boland Park                | 10 000   |
| Harare, Zimbabwe            | Harare Sports Club         | 10 000   |
| Bulawayo, Zimbabwe          | Queens Sports Club         | 9 000    |
| Nairobi, Kenya              | Nairobi Gymkhana Club      | 8 000    |

## Formula
La formula del torneo rimase quasi del tutto invariata rispetto a quella del precedente torneo, l'unica differenza fu l'ammissione di 2 squadre (1 per ogni gruppo) che portarono il totale a 14. Le squadre partecipanti vennero divise in due gironi all'italiana da 7 squadre ciascuno con partite di sola andata, al termine di tutte le partite del girone le prime tre squadre si qualificavano ad un nuovo girone all'italiana, anche questo con partite di sola andata, detto Super Six. Il regolamento del Super Six è abbastanza complesso poiché le squadre fronteggiano solo le avversarie provenienti dall'altro girone, portandosi dietro i risultati ottenuti contro le compagne di girone (Points Carried Forward, o anche PCF). Le prime quattro classificate del Super Six approdavano alle semifinali incrociate (la prima con la quarta e la seconda con la terza), le vincenti delle semifinali si giocavano la finalissima.

## Fase a gironi

### Gruppo A

#### Partite
| Data             | Luogo                                               | In battuta (nel I innings)         | Al lancio (nel I innings)            | Risultato |
| ---------------- | --------------------------------------------------- | ---------------------------------- | ------------------------------------ | --- |
| 10 febbraio 2003 | Harare Sports Club Harare, Zimbabwe                 | Zimbabwe 340/2 (50 overs)          | Namibia 104/5 (25.1 overs)           | ZIM vince di 86 runs (Metodo D/L) Partita sospesa per pioggia dopo 25.1 overs di NAM, target corretto a 191 in 25.1 |
| 11 febbraio 2003 | Wanderers Stadium Johannesburg, Sudafrica           | Australia 310/8 (50 overs)         | Pakistan 208/all out (44.3 overs)    | AUS vince di 82 runs                                                                                                |
| 12 febbraio 2003 | Boland Park Paarl, Sudafrica                        | India 204/all out (48.5 overs)     | Paesi Bassi 136/all out (48.1 overs) | IND vince di 68 runs                                                                                                |
| 13 febbraio 2003 | Harare Sports Club Harare, Zimbabwe                 | Zimbabwe 0/0 (0 overs)             | Inghilterra 0/0 (0 overs)            | ZIM dichiarato vincitore ENG rifiuta di giocare per motivi di sicurezza                                             |
| 15 febbraio 2003 | Centurion Park Centurion, Sudafrica                 | India 125/all out (41.4 overs)     | Australia 128/1 (22.2 overs)         | AUS vince di 9 wickets                                                                                              |
| 16 febbraio 2003 | Buffalo Park East London, Sudafrica                 | Paesi Bassi 142/9 (50 overs)       | Inghilterra 144/4 (23.2 overs)       | ENG vince di 6 wickets                                                                                              |
| 16 febbraio 2003 | De Beers Diamond Oval Kimberley, Sudafrica          | Pakistan 255/9 (50 overs)          | Namibia 84/all out (17.4 overs)      | PAK vince di 171 runs                                                                                               |
| 19 febbraio 2003 | Harare Sports Club Harare, Zimbabwe                 | India 255/7 (50 overs)             | Zimbabwe 172/all out (44.4 overs)    | IND vince di 83 runs                                                                                                |
| 19 febbraio 2003 | Sahara Oval St George’s Port Elizabeth, Sudafrica   | Inghilterra 272/all out (50 overs) | Namibia 217/9 (50 overs)             | ENG vince di 55 runs                                                                                                |
| 20 febbraio 2003 | North West Cricket Stadium Potchefstroom, Sudafrica | Australia 170/2 (36 overs)         | Paesi Bassi 122/all out (30.2 overs) | AUS vince di 55 runs (Metodo D/L) Partita ridotta a 36 overs per pioggia e target corretto a 198 in 36              |
| 22 febbraio 2003 | Newlands Cricket Ground Città del Capo, Sudafrica   | Inghilterra 246/8 (50 overs)       | Pakistan 134/all out (31 overs)      | ENG vince di 112 runs                                                                                               |
| 23 febbraio 2003 | Pietermaritzburg Oval Pietermaritzburg, Sudafrica   | India 311/2 (50 overs)             | Namibia 130/all out (42.3 overs)     | IND vince di 181 runs                                                                                               |
| 24 febbraio 2003 | Queens Sports Club Bulawayo, Zimbabwe               | Zimbabwe 246/9 (50 overs)          | Australia 248/3 (47.3 overs)         | AUS vince di 7 wickets                                                                                              |
| 25 febbraio 2003 | Boland Park Paarl, Sudafrica                        | Pakistan 253/9 (50 overs)          | Paesi Bassi 156/all out (39.3 overs) | PAK vince di 97 runs                                                                                                |
| 26 febbraio 2003 | Sahara Stadium Kingsmead Durban, Sudafrica          | India 250/9 (50 overs)             | Inghilterra 168/all out (45.3 overs) | IND vince di 82 runs                                                                                                |
| 27 febbraio 2003 | North West Cricket Stadium Potchefstroom, Sudafrica | Australia 301/6 (50 overs)         | Namibia 45/all out (14 overs)        | AUS vince di 256 runs                                                                                               |
| 28 febbraio 2003 | Queens Sports Club Bulawayo, Zimbabwe               | Zimbabwe 301/8 (50 overs)          | Paesi Bassi 202/9 (50 overs)         | ZIM vince di 99 runs                                                                                                |
| 1º marzo 2003    | Centurion Park Centurion, Sudafrica                 | Pakistan 273/7 (50 overs)          | India 276/4 (45.4 overs)             | IND vince di 6 wickets                                                                                              |
| 2 marzo 2003     | Sahara Oval St George’s Port Elizabeth, Sudafrica   | Inghilterra 204/8 (50 overs)       | Australia 208/8 (49.4 overs)         | AUS vince di 2 wickets                                                                                              |
| 3 marzo 2003     | Goodyear Park Bloemfontein, Sudafrica               | Paesi Bassi 314/4 (50 overs)       | Namibia 250/all out (46.5 overs)     | NED vince di 64 runs                                                                                                |
| 4 marzo 2003     | Goodyear Park Bloemfontein, Sudafrica               | Pakistan 73/3 (14 overs)           | Zimbabwe 0/0 (0 overs)               | PARTITA ANNULLATA Sospesa per pioggia dopo 14 overs del PAK                                                         |

#### Classifica
| Team        | Pts | Pld | W | L | NR | T | NRR   | PCF |
| ----------- | --- | --- | - | - | -- | - | ----- | --- |
| Australia   | 24  | 6   | 6 | 0 | 0  | 0 | 2.05  | 12  |
| India       | 20  | 6   | 5 | 1 | 0  | 0 | 1.11  | 8   |
| Zimbabwe    | 14  | 6   | 3 | 2 | 1  | 0 | 0.50  | 3.5 |
| Inghilterra | 12  | 6   | 3 | 3 | 0  | 0 | 0.82  | N/A |
| Pakistan    | 10  | 6   | 2 | 3 | 1  | 0 | 0.23  | N/A |
| Paesi Bassi | 4   | 6   | 1 | 5 | 0  | 0 | −1.45 | N/A |
| Namibia     | 0   | 6   | 0 | 6 | 0  | 0 | −2.96 | N/A |

### Gruppo B

#### Partite
| Data             | Luogo                                               | In battuta (nel I innings)          | Al lancio (nel I innings)                  | Risultato                                                                                              |
| ---------------- | --------------------------------------------------- | ----------------------------------- | ------------------------------------------ | --- |
| 9 febbraio 2003  | Newlands Cricket Ground Città del Capo, Sudafrica   | Indie Occidentali 278/5 (50 overs)  | Sudafrica 275/9 (49 overs)                 | WIN vince di 3 runs Innings del RSA ridotto a 49 overs per la lentezza dei bowlers sudafricani         |
| 10 febbraio 2003 | Goodyear Park Bloemfontein, Sudafrica               | Sri Lanka 272/7 (50 overs)          | Nuova Zelanda 225/all out (45.3 overs)     | SRI vince di 47 runs                                                                                   |
| 11 febbraio 2003 | Sahara Stadium Kingsmead Durban, Sudafrica          | Canada 180/all out (49.1 overs)     | Bangladesh 120/all out (28 overs)          | CAN vince di 60 runs                                                                                   |
| 12 febbraio 2003 | North West Cricket Stadium Potchefstroom, Sudafrica | Kenya 140/all out (38 overs)        | Sudafrica 142/0 (21.2 overs)               | RSA vince di 10 wickets                                                                                |
| 13 febbraio 2003 | Sahara Oval St George’s Port Elizabeth, Sudafrica   | Nuova Zelanda 241/7 (50 overs)      | Indie Occidentali 221/all out (41.4 overs) | NZL vince di 20 runs                                                                                   |
| 14 febbraio 2003 | Pietermaritzburg Oval Pietermaritzburg, Sudafrica   | Bangladesh 124/all out (50 overs)   | Sri Lanka 126/0 (21.1 overs)               | SRI vince di 10 wickets                                                                                |
| 15 febbraio 2003 | Newlands Cricket Ground Città del Capo, Sudafrica   | Canada 197/all out (49 overs)       | Kenya 198/6 (49.3 overs)                   | KEN vince di 4 wickets                                                                                 |
| 16 febbraio 2003 | Wanderers Stadium Johannesburg, Sudafrica           | Sudafrica 306/all out (50 overs)    | Nuova Zelanda 229/1 (36.5 overs)           | NZL vince di 9 wickets (Metodo D/L) Innings della NZL ridotto per pioggia, target corretto a 226 in 39 |
| 18 febbraio 2003 | Willowmoore Park Benoni, Sudafrica                  | Indie Occidentali 244/9 (50 overs)  | Bangladesh 32/2 (8.1 overs)                | PARTITA ANNULLATA Sospesa per pioggia dopo 8.1 overs del BAN e non più ripresa                         |
| 19 febbraio 2003 | Boland Park Paarl, Sudafrica                        | Canada 36/all out (18.4 overs)      | Sri Lanka 37/1 (4.4 overs)                 | SRI vince di 9 wickets                                                                                 |
| 21 febbraio 2003 | Nairobi Gymkhana Club Nairobi, Kenya                | Kenya 0/0 (0 overs)                 | Nuova Zelanda 0/0 (0 overs)                | KEN dichiarato vincitore NZL rifiuta di giocare per motivi di sicurezza                                |
| 22 febbraio 2003 | Goodyear Park Bloemfontein, Sudafrica               | Bangladesh 108/all out (35.1 overs) | Sudafrica 109/0 (12 overs)                 | RSA vince di 10 wickets                                                                                |
| 23 febbraio 2003 | Centurion Park Centurion, Sudafrica                 | Canada 202/all out (42.5 overs)     | Indie Occidentali 206/3 (20.3 overs)       | WIN vince di 7 wickets                                                                                 |
| 24 febbraio 2003 | Nairobi Gymkhana Club Nairobi, Kenya                | Kenya 210/9 (50 overs)              | Sri Lanka 157/all out (45 overs)           | KEN vince di 53 runs                                                                                   |
| 26 febbraio 2003 | De Beers Diamond Oval Kimberley, Sudafrica          | Bangladesh 198/7 (50 overs)         | Nuova Zelanda 199/3 (33.3 overs)           | NZL vince di 7 wickets                                                                                 |
| 27 febbraio 2003 | Buffalo Park East London, Sudafrica                 | Sudafrica 254/8 (50 overs)          | Canada 136/5 (50 overs)                    | RSA vince di 118 runs                                                                                  |
| 28 febbraio 2003 | Newlands Cricket Ground Città del Capo, Sudafrica   | Sri Lanka 228/6 (50 overs)          | Indie Occidentali 222/9 (50 overs)         | SRI vince di 6 runs                                                                                    |
| 1º marzo 2003    | Wanderers Stadium Johannesburg, Sudafrica           | Kenya 217/7 (50 overs)              | Bangladesh 185/all out (47.2 overs)        | KEN vince di 32 runs                                                                                   |
| 3 marzo 2003     | Willowmoore Park Benoni, Sudafrica                  | Canada 196/all out (47 overs)       | Nuova Zelanda 197/5 (23 overs)             | NZL vince di 5 wickets                                                                                 |
| 3 marzo 2003     | Sahara Stadium Kingsmead Durban, Sudafrica          | Sri Lanka 268/9 (50 overs)          | Sudafrica 229/6 (45 overs)                 | PARITA' (Metodo D/L) Innings del RSA ridotto per pioggia, target corretto a 230 in 45                  |
| 4 marzo 2003     | De Beers Diamond Oval Kimberley, Sudafrica          | Indie Occidentali 246/7 (50 overs)  | Kenya 104/all out (35.5 overs)             | WIN vince di 142 runs                                                                                  |

#### Classifica
| Team              | Pts | Pld | W | L | NR | T | NRR   | PCF |
| ----------------- | --- | --- | - | - | -- | - | ----- | --- |
| Sri Lanka         | 18  | 6   | 4 | 1 | 0  | 1 | 1.20  | 7.5 |
| Kenya             | 16  | 6   | 4 | 2 | 0  | 0 | −0.69 | 10  |
| Nuova Zelanda     | 16  | 6   | 4 | 2 | 0  | 0 | 0.99  | 4   |
| Sudafrica         | 14  | 6   | 3 | 2 | 0  | 1 | 1.73  | N/A |
| Indie Occidentali | 14  | 6   | 3 | 2 | 1  | 0 | 1.10  | N/A |
| Canada            | 4   | 6   | 1 | 5 | 0  | 0 | −1.99 | N/A |
| Bangladesh        | 2   | 6   | 0 | 5 | 1  | 0 | −2.05 | N/A |

## Super Six
Le squadre fronteggiano solo le avversarie provenienti dall'altro girone, portandosi dietro i risultati ottenuti contro le compagne di girone (Points Carried Forward, o anche PCF).

### Partite
| Data           | Luogo                                             | In battuta (nel I innings)             | Al lancio (nel I innings)              | Risultato              |
| -------------- | ------------------------------------------------- | -------------------------------------- | -------------------------------------- | ---------------------- |
| 7 marzo 2003   | Centurion Park Centurion, Sudafrica               | Australia 319/5 (50 overs)             | Sri Lanka 223/all out (47.4 overs)     | AUS vince di 96 runs   |
| 7 marzo 2003   | Newlands Cricket Ground Città del Capo, Sudafrica | Kenya 225/6 (50 overs)                 | India 226/4 (47.5 overs)               | IND vince di 6 wickets |
| 8 marzo 2003   | Goodyear Park Bloemfontein, Sudafrica             | Zimbabwe 252/7 (50 overs)              | Nuova Zelanda 253/4 (47.2 overs)       | NZL vince di 6 wickets |
| 10 maggio 2003 | Wanderers Stadium Johannesburg, Sudafrica         | India 292/6 (50 overs)                 | Sri Lanka 109/all out (23 overs)       | IND vince di 183 runs  |
| 11 marzo 2003  | Sahara Oval St George’s Port Elizabeth, Sudafrica | Australia 208/9 (50 overs)             | Nuova Zelanda 112/all out (30.1 overs) | AUS vince di 96 runs   |
| 12 marzo 2003  | Goodyear Park Bloemfontein, Sudafrica             | Zimbabwe 133/all out (44.1 overs)      | Kenya 135/3 (26 overs)                 | KEN vince di 7 wickets |
| 14 marzo 2003  | Centurion Park Centurion, Sudafrica               | Nuova Zelanda 146/all out (45.1 overs) | India 150/3 (40.4 overs)               | IND vince di 7 wickets |
| 15 marzo 2003  | Buffalo Park East London, Sudafrica               | Sri Lanka 256/5 (50 overs)             | Zimbabwe 182/all out (41.5 overs)      | SRI vince di 74 runs   |
| 15 marzo 2003  | Sahara Stadium Kingsmead Durban, Sudafrica        | Kenya 174/8 (50 overs)                 | Australia 178/5 (31.2 overs)           | AUS vince di 5 wickets |

### Classifica
| Team          | Pts  | Pld | W | L | NR | T | NRR   | PCF |
| ------------- | ---- | --- | - | - | -- | - | ----- | --- |
| Australia     | 24   | 5   | 5 | 0 | 0  | 0 | 1.85  | 12  |
| India         | 20   | 5   | 4 | 1 | 0  | 0 | 0.89  | 8   |
| Kenya         | 14   | 5   | 3 | 2 | 0  | 0 | 0.35  | 10  |
| Sri Lanka     | 11.5 | 5   | 2 | 3 | 0  | 0 | −0.84 | 7.5 |
| Nuova Zelanda | 8    | 5   | 1 | 4 | 0  | 0 | −0.90 | 4   |
| Zimbabwe      | 3.5  | 5   | 0 | 5 | 0  | 0 | −1.25 | 3.5 |

## Eliminazione diretta
|  | Semifinali             | Semifinali             | Semifinali |       |           | Finale    | Finale | Finale |  |
|  |                        |                        |            |       |           |           |        |        |  |
|  | Australia (Metodo D/L) | Australia (Metodo D/L) | 212/7      |       |           |           |        |        |  |
|  | Australia (Metodo D/L) | Australia (Metodo D/L) | 212/7      |       |           |           |        |        |  |
|  | Sri Lanka              | Sri Lanka              | 123/7      |       |           |           |        |        |  |
|  | Sri Lanka              | Sri Lanka              | 123/7      |       | Australia | Australia | 359/2  |        |  |
|  |                        |                        |            |       | Australia | Australia | 359/2  |        |  |
|  |                        |                        | India      | India | 234/ao    |           |        |        |  |
|  | India                  | India                  | India      | India | 234/ao    | 270/4     |        |        |  |
|  | India                  | India                  |            |       |           |           |        |        |  |
|  | Kenya                  | Kenya                  | 179/ao     |       |           |           |        |        |  |

### Semifinali
| Data          | Luogo                                             | In battuta (nel I innings) | Al lancio (nel I innings)      | Risultato                                                                                       |
| ------------- | ------------------------------------------------- | -------------------------- | ------------------------------ | ----------------------------------------------------------------------------------------------- |
| 18 marzo 2003 | Sahara Oval St George’s Port Elizabeth, Sudafrica | Australia 212/7 (50 overs) | Sri Lanka 123/7 (38.1 overs)   | AUS vince di 48 runs (Metodo D/L) Target dello SRI ridotto a 172 runs in 38.1 overs per pioggia |
| 20 marzo 2003 | Sahara Stadium Kingsmead Durban, Sudafrica        | India 270/4 (50 overs)     | Kenya 179/all out (46.2 overs) | IND vince di 91 runs                                                                            |

### Finale
| Data          | Luogo                                     | In battuta (nel I innings) | Al lancio (nel I innings)      | Risultato             |
| ------------- | ----------------------------------------- | -------------------------- | ------------------------------ | --------------------- |
| 23 marzo 2003 | Wanderers Stadium Johannesburg, Sudafrica | Australia 359/2 (50 overs) | India 234/all out (39.2 overs) | AUS vince di 125 runs |